# Judy Francesconiová
Judy Francesconiová (nepřechýleně Judy Francesconi; * 11. května 1957, Huntington, New York) je americká fotografka.

## Životopis
Judy Francesconiová vystudovala žurnalistiku na Univerzitě Jižní Kalifornie .
Specializuje se na sapfickou erotiku, pracuje v černobílé nebo sépiové barvě. Její fotografie se objevily v uměleckých galeriích, knihách, CD, pohlednicích, přáních, plakátech a v reklamách.

### Lesbické kalendáře
V roce 1996 uvedla na trh módu lesbických kalendářů pod názvem Stolen Moments .